# Giovanni Battista Della Porta
Giovanni Battista Della Porta, indicato anche come Giambattista o Giovambattista (Vico Equense, 1º novembre 1535 – Napoli, 4 febbraio 1615), è stato un filosofo, alchimista, commediografo e scienziato italiano. Uomo poliedrico, visse a Napoli al tempo della rivoluzione scientifica e della riforma protestante, dedicando la maggior parte della sua vita ad attività scientifiche.
La sua grande erudizione e i suoi suggestivi principi esplicativi, sia empirici che filosofici, hanno dominato la scena culturale italiana nel delineare i tratti della nuova razionalità scientifica moderna, prima che Galileo salisse alla ribalta intorno al 1600.
In anticipo rispetto a quest'ultimo e agli inventori olandesi, scrisse un piccolo trattato in cui descriveva le fasi di costruzione di un telescopio, realizzandone un prototipo.
La sua opera più famosa, pubblicata per la prima volta nel 1558, è intitolata Magia Naturalis. In questo libro ha affrontato una varietà di argomenti, tra cui la filosofia naturale, l'astrologia, l'alchimia, la matematica, la meteorologia e le arti occulte. I suoi studi hanno ispirato l'opera di altri scienziati, tra cui l'astronomo Jerónimo Cortés. È stato anche definito "professore di segreti" per aver fondato l'accademia dei Segreti, prima accademia scientifica d'Europa.

## Biografia

### I primi vent'anni
Terzo figlio di Nardo Antonio e di una patrizia della famiglia Spadafora, ricevette le basi della sua formazione culturale in casa, dove si era soliti discutere di questioni scientifiche, e dimostrò immediatamente le sue notevoli innate capacità, che poté sviluppare attraverso gli studi grazie alle condizioni agiate della famiglia: il padre era infatti proprietario terriero e armatore di navi. Prima il padre e poi il fratello maggiore Gian Vincenzo ebbero a partire dal 1541 la carica di scrivano di mandamento.
La famiglia aveva una casa a Napoli a via Toledo (il palazzo Della Porta), una villa a Due Porte, nelle colline intorno a Napoli, e la "villa delle Pradelle" (Vico Equense). Tra i suoi maestri vi furono il classicista e alchimista Domenico Pizzimenti, e i filosofi e medici Donato Antonio Altomare e Giovanni Antonio Pisano.

### I viaggi e l'Academia secretorum naturae

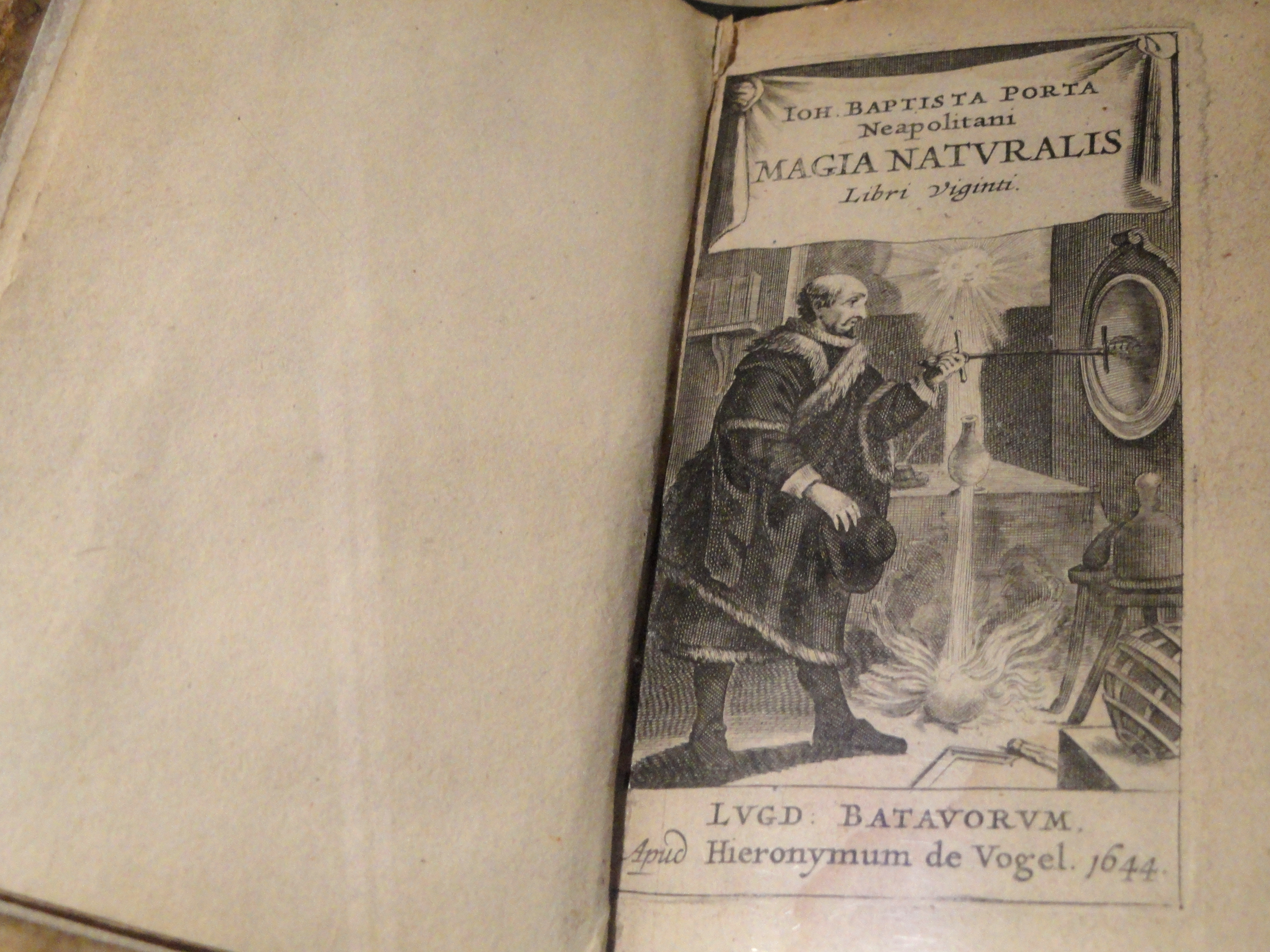
Edizione del Magiae Naturalis del 1644.

Nel 1558 pubblicò la prima di varie edizioni del Magiae Naturalis, nel 1563 un'opera di crittografia, il De Furtivis Literarum Notis, nel quale descrive il primo esempio di sostituzione poligrafica cifrata con accenni al concetto di sostituzione polialfabetica. Per quest'opera è ritenuto il maggiore crittografo del Rinascimento.
In questo periodo, quando già la sua fama si era consolidata, presentò il suo libro sulla crittografia al re Filippo II di Spagna e viaggiò anche in Francia e in Italia.
Del 1566 è una pubblicazione sull'Arte del ricordare, ripubblicato poi nell'originario latino nel 1602.
Della Porta aveva fondato intanto l'Academia Secretorum Naturae (Accademia dei Segreti), per appartenere alla quale era necessario dimostrare di aver effettuato una nuova scoperta scientifica, sconosciuta al resto dell'umanità, nell'ambito delle Scienze naturali; l'accento veniva tuttavia posto più sul meraviglioso che sul metodo scientifico.
Conosciute già durante il Medioevo, le «raccolte di segreti» costituivano un vero e proprio genere letterario che aveva incontrato una straordinaria fortuna con l'avvento della stampa a caratteri mobili. Per segreti si intendevano conoscenze arcane, ma anche ricette, preparazione di farmaci e pozioni dagli effetti straordinari, riguardanti argomenti di medicina, chimica, metallurgia, cosmesi, agricoltura, caccia, ottica, costruzione di macchine, ecc. Colui che insegnava a padroneggiarli era chiamato «professore di segreti».
L'Accademia fu però sospettata di occuparsi di temi riguardanti la magia e l'occultismo, sicché Della Porta venne indagato dall'Inquisizione nel 1579 e l'Accademia fu chiusa per ordine papale: a Della Porta fu tuttavia concesso di continuare gli studi di scienze naturali. Tra il 1579 e il 1581 fu ospitato a Roma e quindi a Venezia e a Ferrara dal cardinale Luigi d'Este.

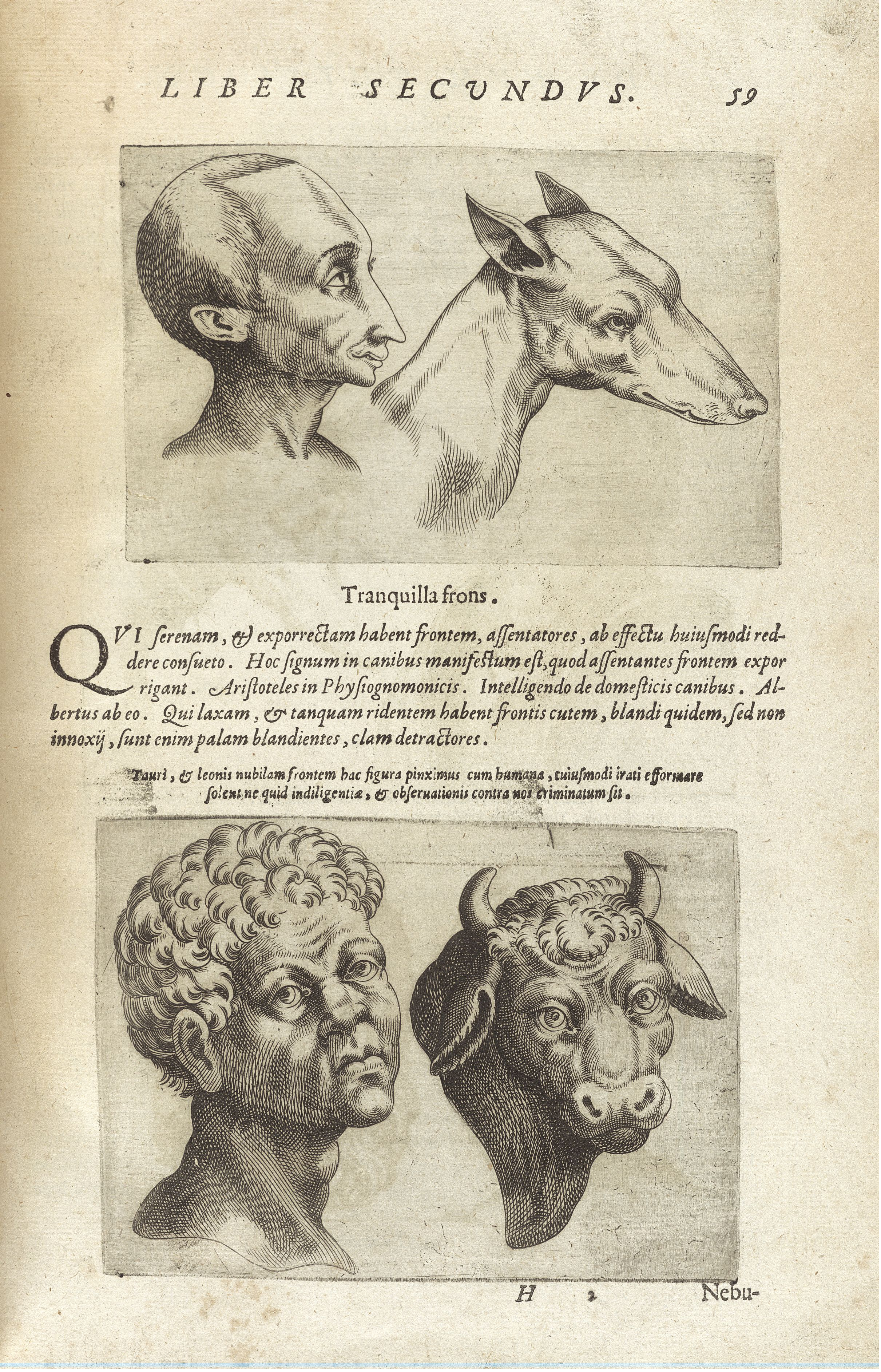
Illustrazione dal De humana physiognomonia (1586)

Nel 1583 pubblicò il trattato Pomarium sulla coltivazione degli alberi da frutta e l'anno seguente un Olivetum, più tardi inclusi nella sua enciclopedia sull'agricoltura.

### Fisiognomica efitognomonica
Nel 1586 pubblicò presso l'editore J. Cacchi di Vico Equense l'opera De humana physiognomonia in 4 libri sulla fisiognomica, dedicato al cardinale Luigi d'Este, che influenzerà poi l'opera dello svizzero Johann Kaspar Lavater (1741-1801). Nel 1599 presso l'editore Tarquinio Longo di Napoli pubblicherà la seconda edizione allargata a 6 libri con ampio rimaneggiamento della materia.
Egli ritiene che «l'animo non è impassibile rispetto ai moti del corpo e, così come il corpo, si corrompe per le passioni». Studia con attenzione i segni delle mani (in particolare dei criminali), convinto che tali segni non siano frutto del caso ma importanti indizi per comprendere appieno i caratteri degli uomini.

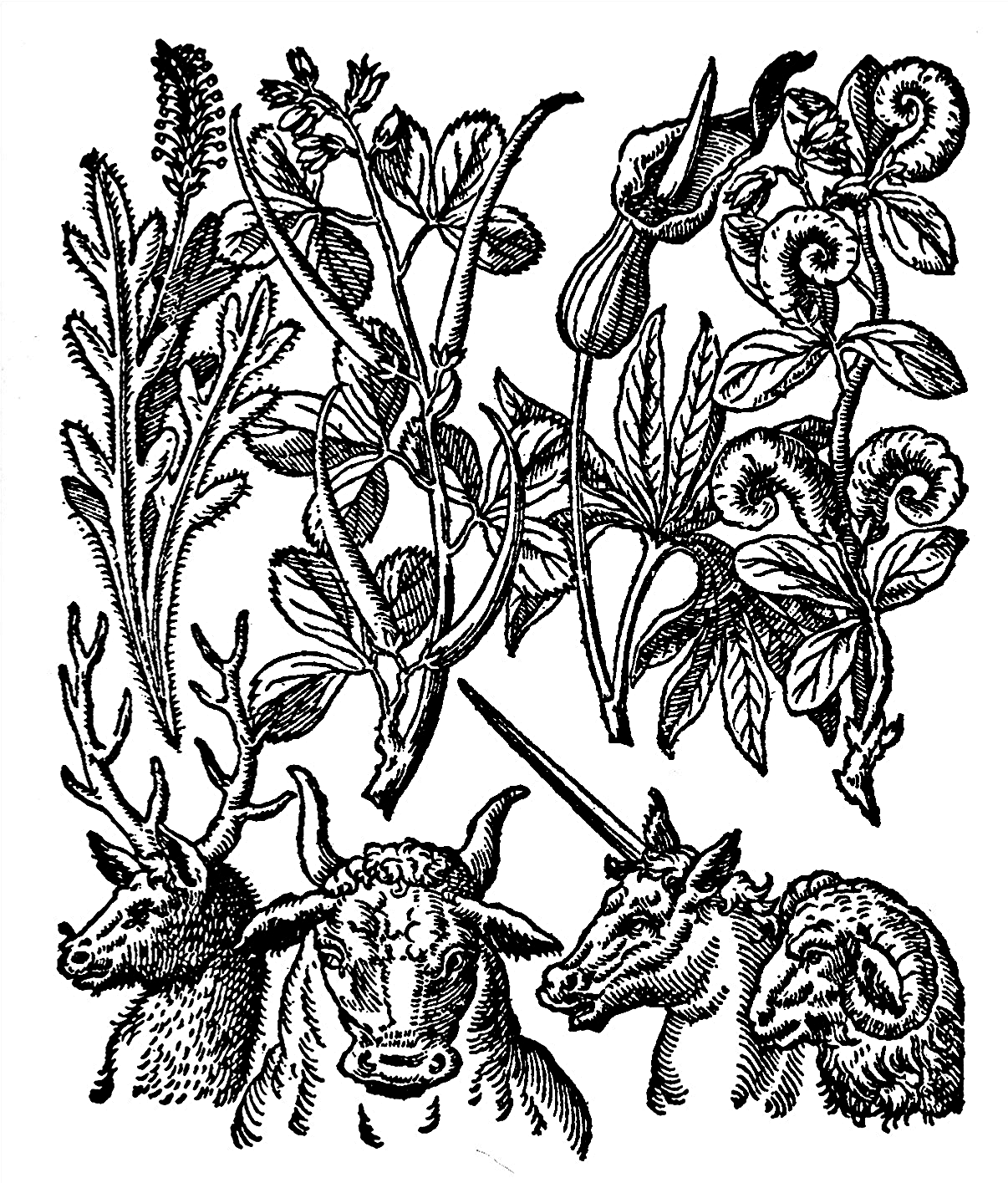
Illustrazione dal Phytognomonica, che evidenzia l'analogia tra piante e animali.

Nel 1589, intanto, stimolato dai contatti con alcuni alchimisti tra cui Oswald Croll, aveva anche pubblicato Phytognomonica, poderoso trattato sulle proprietà dei vegetali messe in analogia con le varie parti del corpo umano, basato sull'antica dottrina delle segnature. L'opera, corredata da tavole illustrate, estendeva il concetto di fisiognomica alle piante (in greco pyhtos, + gnome «opinione, sentenza» = fitognomica) elencandole a seconda della loro localizzazione geografica.
In essa Della Porta ravvisava collegamenti occulti tra la morfologia delle piante e quella dei minerali, degli uomini, e persino, indirettamente, degli astri e dei pianeti dell'astrologia, in una sorta di zoomorfismo.
Egli fu affascinato ed entusiasta per il «gran Paracelso» e per i suoi «dottissimi seguaci» perché la spagiria «produce al mondo rimedi non mai più per l'addietro caduti negli umani intelletti [...] Onde da solleciti investigatori de' secreti della natura applicati a morbi, hanno ritrovati soblimi ed infiniti rimedi, onde la medicina, così gran tempo ristretta negli angusti suoi termini, or, allargando fuori, ha ripieno il mondo de' suoi meravigliosi stupori» (Taumatologia I, VIII, 5-16).
Nel 1589 la sua casa fu frequentata da Tommaso Campanella e nel 1592 rinnovò in un nuovo soggiorno a Venezia l'amicizia con Paolo Sarpi e forse conobbe anche Giordano Bruno prima della sua incarcerazione. Da questa data per ordine dell'inquisitore veneziano Della Porta dovette richiedere il permesso per le sue pubblicazioni a Roma. Nel 1593 si incontrò a Padova con Paolo Sarpi e con Galileo. Nel 1601 ricevette a Napoli il nobiluomo francese Nicolas-Claude Fabri de Peiresc. Nel 1603 incontrò il giovane Federico Cesi e fu invitato a Praga dall'imperatore Rodolfo II, al quale dedicò il trattato sulla Taumatologia, ora perduto.

### Studi sull'ottica ed altre scienze

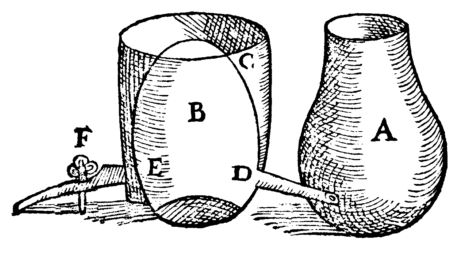
Alambicchi per la distillazione disegnati da Della Porta nell'omonimo trattato del 1608.

Scrisse ancora di ottica (De refractione optices, del 1589), di agricoltura (Villae, del 1592), di astronomia (Coelestis physiognomoniae del 1601), di idraulica e matematica (Pneumaticorum, del 1602), di arte militare (De munitione, del 1606), di meteorologia (De aeris transmutationibus, del 1609), e di chimica (De distillatione del 1608). L'opera sulla lettura della mano (Chirofisonomia), scritta nel 1581 sarà pubblicata solo molto dopo la sua morte nel 1677.
È nel campo dell'ottica che Della Porta esercita notevoli contributi, indagando dal punto di vista matematico le proprietà degli specchi concavi e convessi, conducendo un minuzioso studio delle lenti su basi matematiche e descrivendo la costruzione di ingenti apparecchi ottici, tra cui la camera oscura ed il telescopio.
Giovanni Battista Della Porta intraprese inoltre studi di chimica pratica che includono la fabbricazione di smalti, di polveri da sparo e di cosmetici. Anche se la sua chimica non è originale dal punto di vista teorico, i numerosi esperimenti che ci descrive indicano un’attitudine sperimentale che lo pone fra i principali chimici dell’epoca. I suoi studi medici sono caratterizzati principalmente dalla ricerca di farmaci dagli effetti eccezionali, utili ad esempio per la memoria, per produrre sogni piacevoli o incubi, rimedi contro l’impotenza e la sterilità.

### Gli ultimi anni

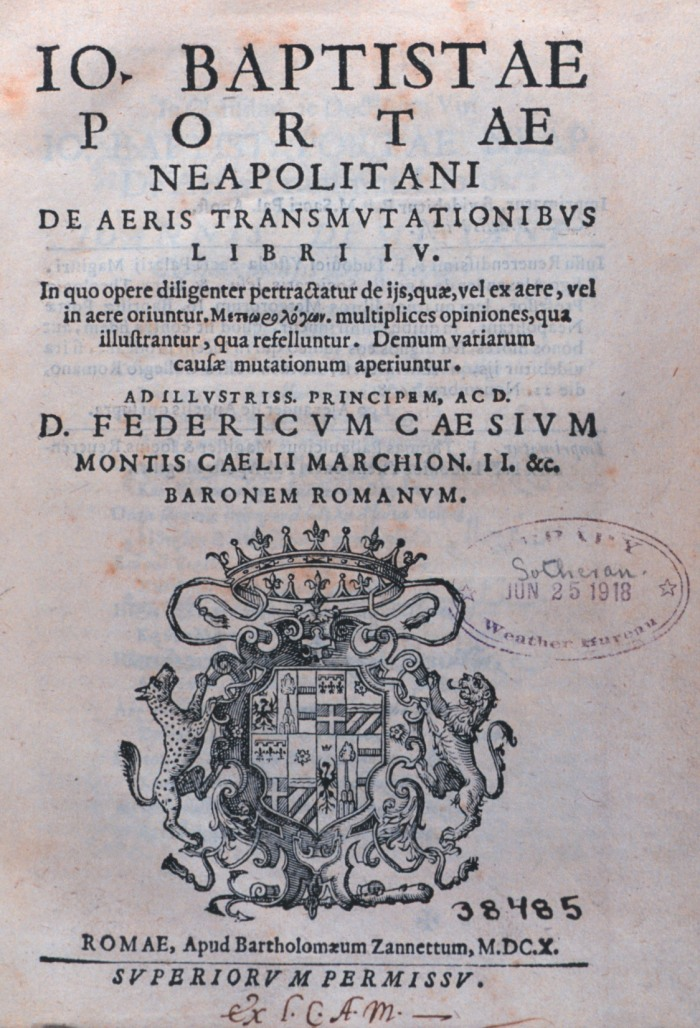
Frontespizio del De aeris transmutationibus

Nel 1610 fu invitato a far parte dell'Accademia dei Lincei, appena fondata da Federico Cesi. Rivendicò senza troppa convinzione una paternità sull'invenzione del telescopio, resa nota in quegli anni da Galileo, anch'egli membro dell'Accademia dal 1611. Fece forse parte anche di un'accademia letteraria dedicata alla letteratura dialettale napoletana (Schirchiate de lo Mandracchio e 'Mprovesante de lo Cerriglio), che sappiamo attiva nel 1614, e dell'Accademia degli Oziosi, di drammaturghi, iniziata ufficialmente nel 1611, di cui faceva parte anche il viceré spagnolo (Pedro Fernández de Castro, conte di Lemos).
Nei suoi tardi anni raccolse esemplari rari del mondo naturale e coltivò piante esotiche. Il suo museo privato era visitato dai viaggiatori e fu uno dei primi esempi di Museo di storia naturale, ispirando il gesuita Athanasius Kircher a radunare una simile collezione a Roma. Anche il fratello Gian Vincenzo aveva raccolto una collezione di libri, marmi e statue, mentre l'altro fratello Gian Ferrante, morto in giovane età, aveva lasciato una collezione di cristalli ed esemplari geologici, più tardi venduta.
Fu anche commediografo e scrisse 14 commedie in prosa, una tragicommedia, una tragedia e un dramma liturgico, che divennero fonte di numerose opere del successivo XVII secolo. Sei titoli di Della Porta erano presenti nella biblioteca di Sir Thomas Browne.

## Opere

### Edizioni

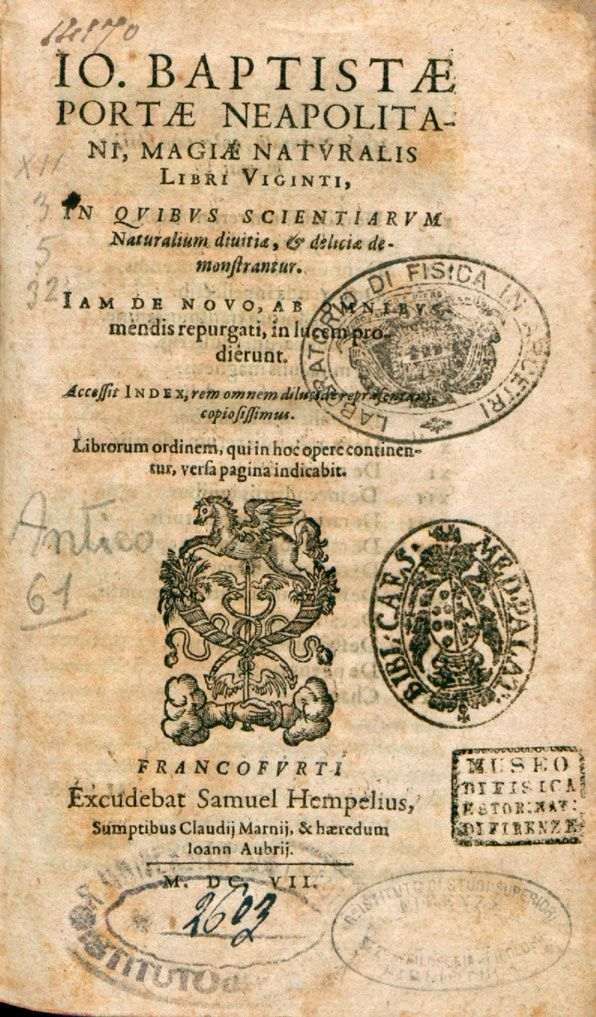
Magia naturalis, 1607

- De i miracoli et marauigliosi effetti dalla natura prodotti, Venezia, Ludovico Avanzi, 1560.
- (LA) Magia naturalis, Napoli, Mattia Cancer, 1558.
  - Magiae naturalis sive de miraculis rerum naturalium (1584)
  - (LA) Magia naturalis, Frankfurt am Main, Johann Aubry  (1.), 1591.
  - (LA) Magia naturalis, Frankfurt am Main, Samuel Hempel, 1607.
  -  Della magia naturale, Napoli, Antonio Bulifon, 1677.
  - (FR) La magie naturelle, Lyon, Claude de La Roche, 1678.
- De humana physiognomonia, Vico Equense, Giuseppe Cacchi, 1586.
  -  De humana physiognomonia, Venezia, Sebastiano Combi (il giovane) & Giovanni La Noù, 1652.
- (LA) Phytognomonica, Napoli, Orazio Salviani, 1588.
  -  Phytognomonica, Napoli, Orazio Salviani, 1589.
- (LA) De occultis literarum notis, Montbéliard, Jacques Foillet, 1593.
- Pneumaticorum libri tres, Napoli, Giovanni Giacomo Carlino, 1601.
  - (LA) Pneumaticorum libri tres, Napoli, Giovanni Giacomo Carlino, 1606.
- De distillatione, Roma, Stamperia Camerale, 1608.
- Della celeste fisionomia, Padova, Pietro Paolo Tozzi, 1627.
- Della chirofisonomia, Napoli, Antonio Bulifon, 1677.
- Della fisonomia di tutto il corpo humano, Roma, Vitale Mascardi, 1637.

- Giovanni Battista Della Porta, Le commedie, a cura di Vincenzo Spampanato, vol. 1, Scrittori d'Italia, Bari, Laterza, 1910.
- Giovanni Battista Della Porta, Le commedie, a cura di Vincenzo Spampanato, vol. 2, Scrittori d'Italia, Bari, Laterza, 1911.
- Giovanni Battista Della Porta, Humana Physiognomonia / Della Fisionomia dell'uomo libri sei, a cura di Alfonso Paolella, Edizione Nazionale delle opere di Giovan Battista della Porta, Napoli, Edizioni Scientifiche Italiane, 2011/2013.
- Giovanni Battista Della Porta, Ars reminiscendi, a cura di Raffaele Sirri, vol. 1, Edizione Nazionale delle opere di Giovan Battista della Porta, Napoli, Edizioni Scientifiche Italiane, 1996.
- Giovanni Battista Della Porta, Taumatologia e Criptologia, a cura di Raffaele Sirri, vol. 1, Edizione Nazionale delle opere di Giovan Battista della Porta, Napoli, Edizioni Scientifiche Italiane, 2013.
- Giovanni Battista Della Porta, De munitione libri tres, a cura di Raffaella De Vivo, vol. 1, Edizione Nazionale delle opere di Giovan Battista della Porta, Napoli, Edizioni Scientifiche Italiane, 2010.
- Giovanni Battista Della Porta, Claudii Ptolomaei Magnae Constructionis Liber primus, a cura di Raffaella De Vivo, vol. 1, Edizione Nazionale delle opere di Giovan Battista della Porta, Napoli, Edizioni Scientifiche Italiane, 2000.
- Giovanni Battista Della Porta, Il Teatro, a cura di Raffaele Sirri, vol. 4, Edizione Nazionale delle opere di Giovan Battista della Porta, Napoli, Edizioni Scientifiche Italiane, 2000/2003.
- Giovanni Battista Della Porta, Coelestis Physiognomonia e, in appendice, Della Celeste Fisonomia, a cura di Alfonso Paolella, vol. 1, Edizione Nazionale delle opere di Giovan Battista della Porta, Napoli, Edizioni Scientifiche Italiane, 1996.
- Giovanni Battista Della Porta, De aeris transmutationibus, a cura di Alfonso Paolella, vol. 1, Edizione Nazionale delle opere di Giovan Battista della Porta, Napoli, Edizioni Scientifiche Italiane, 2000.
- Giovanni Battista Della Porta, Villae libri XII, a cura di Luigia Laserra e Gianni Antonio Palumbo, diretti da Francesco Tateo, Edizione Nazionale delle opere di Giovan Battista della Porta, Napoli, Edizioni Scientifiche Italiane, 2010/2013.
- Giovanni Battista Della Porta, Elementorum Curvilineorum Libri tres, a cura di Veronica Cavagna e Carlotta Leone, vol. 1, Edizione Nazionale delle opere di Giovan Battista della Porta, Napoli, Edizioni Scientifiche Italiane, 2005.
- Giovanni Battista Della Porta, Pneumaticorum libri tres, a cura di Oreste Trabucco, vol. 1, Edizione Nazionale delle opere di Giovan Battista della Porta, Napoli, Edizioni Scientifiche Italiane, 2008.
- Giovanni Battista Della Porta, De ea naturalis Physiognomoniae parte quae ad manum lineas spectat libri duo, a cura di Oreste Trabucco, vol. 1, Edizione Nazionale delle opere di Giovan Battista della Porta, Napoli, Edizioni Scientifiche Italiane, 2003.